# Chér (álbum de 1966)
Chér es el tercer álbum de estudio homónimo de la cantante y actriz estadounidense Cher, lanzado en octubre de 1966 por Imperial. Cher colabora nuevamente con Sonny Bono, con Harold Battiste y con Stan Ross. El álbum es en general un álbum de versiones y contiene solo una canción escrita por Bono. Este álbum fue un éxito comercial moderado, trazó el n. ° 59 en el Billboard Chart. [1]

## Información del álbum
Chér fue lanzado en 1966, producido por Sonny Bono y emitido por la filial de Liberty Records, Imperial Records.
El álbum sigue la misma fórmula de los dos álbumes anteriores, con versiones reorganizados y nuevas canciones escritas por Bono exclusivamente para ella. Hay más influencia francesa [2] en el disco y más gente. El único éxito en Europa generado a partir de este álbum fue su versión de "Alfie" de Burt Bacharach de la película de Michael Caine. Aunque su versión estaba en la banda sonora de la película, no le fue tan bien como la versión de Dionne Warwick, ahora considerada definitiva. [2]
A pesar de la falta de impacto que tuvo en el mercado, se lanzaron tres singles: la balada "Alfie", "I Feel Something in the Air" y "Sunny". [2] En este año Cher grabó también otras tres canciones: "She's No Better Than Me" lanzada en el lado b del sencillo "Alfie", "Ma Piano (Per Non Svegliarmi)" y "Nel Mio Cielo Ci Sei Tu", una Versión italiana de "I Feel Something in the Air" lanzado en el lado b de "Ma Piano (Per Non Svegliarmi)". [3] Aunque no fue tan exitoso como los dos récords que lo precedieron, Chér sí logró anotar un top ten europeo con "Sunny". "Alfie" y "Siento que algo está en el aire" también trazaron un mapa, pero solo alcanzó el puesto # 26 en Canadá, # 32 en los Estados Unidos; y 43 en el Reino Unido, respectivamente.
En diciembre de 2005, este álbum y el siguiente álbum de Cher, With Love, Chér se reeditaron en un CD llamado Chér / With Love, que presentaba todos los temas de ambos.

## Lista de canciones
Lado A
1. "Sunny" (Bobby Hebb) (3:06)
2. "The Twelfth of Never"  (Jerry Livingston, Paul Francis Webster) - 2:16
3. "You Don't Have to Say You Love Me"  (Pino Donaggio, Vito Pallavicini) - 2:48
4. "I Feel Something in the Air (Magic in the Air)" (Sonny Bono) - 3:51
5. "Will You Love Me Tomorrow" (Gerry Goffin, Carole King) - 3:00
6. "Until It's Time For You To Go" (Buffy Sainte-Marie) - 2:46

Lado B
1. "The Cruel War" (Idris Davies, Pete Seeger) - 3:16
2. "Catch the Wind" (Donovan) - 2:18
3. "Pied Piper" (Duboff, Kornfeld) - 2:19
4. "Homeward Bound" (Paul Simon) - 2:27
5. "I Want You"  (Bob Dylan) - 2:50
6. "Alfie" (Burt Bacharach, Hal David) - 2:50

## Créditos
Personal
- Cher - voz principal

Producción
- Sonny Bono - productor discográfico
- Stan Ross - ingeniero de sonido

Diseño
- Woody Woodward - dirección de arte

## Listas de popularidad
| 1966           |                         |    |
| Australia      | Australian Albums Chart | 32 |
| Estados Unidos | US Billboard 200        | 59 |